# Gndakar
Gndakar (armeniska: Գնդաքար) är ett berg i Armenien. Det ligger i provinsen Kotajk, i den centrala delen av landet, 22 kilometer norr om huvudstaden Jerevan. Toppen på Gndakar är 1 579 meter över havet, eller 18 meter över den omgivande terrängen. Bredden vid basen är 0,43 km.
Terrängen runt Gndakar är huvudsakligen kuperad, men åt sydost är den platt. Terrängen runt Gndakar sluttar söderut. Närmaste större samhälle är Asjtarak, 8,6 kilometer sydväst om Gndakar. 
Trakten runt Gndakar består i huvudsak av gräsmarker. Runt Gndakar är det ganska tätbefolkat, med 116 invånare per kvadratkilometer.